# Mher Khachatryan
Mher Khachatryan (* 1983) ist ein armenischer Künstler.

## Leben
Khachatryan wurde 1983 in Armenien geboren. Bereits im Alter von fünf Jahren interessierte er sich für Kunst. Als er die Bilder seines Onkels entdeckte, brachte er sich das Zeichnen bei und kurz darauf begann er zu malen. Khachatryan war zu dieser Zeit Autodidakt; nach der Mittelschule im Jahr 1994 besuchte er die Kunstschule von Hakob Kojoyan, wo er alle Aspekte der Kunst einschließlich Anatomie, Skulptur, Aquarell, Figurenmalerei, Zeichnung und Stillleben studierte. Von 1998 bis 2000 studierte Khachatryan an der Kunsthochschule von Panos Terlemezyan und ging im Jahr 2000 an die Akademie der Bildenden Künste.
2003 zog Mher Khachatryan nach New York City, USA, wo er immer noch lebt und arbeitet. Zu Beginn seiner Karriere malte er allein. Er begann auch, seine Kunst in Galerien der Gegend zu zeigen, darunter in der Hanna Gallery in New Jersey, in der Narekatsy Gallery in Armenien und in der Webster Hall in New York. Die Arbeiten von Mher Khachatryan wurden in Zeitschriften und Zeitungen sowie auf Kunstmessen veröffentlicht. Seine Ölbilder zeigen häufig Szenen, in denen Rauch eine elementare Rolle spielt.